# Бродячий чукча
Бродячий чукча (юкаг. Сукиджэврэй чупчэ) — персонаж юкагирского фольклора.
Полуфантастический обитатель тундры (дикий, покрытый шерстью, быстро бегающий, издающий свист, похищающий женщин и еду), в существование которого верили не только тундренные юкагиры, но и северные якуты, русские старожилы Индигирки, Нижней Лены, Яны, Колымы, тунгусы. Русские старожилы чаще называли его «сендушный чукча».
Высказывалась очень смелая гипотеза, согласно которой сендушные или иначе худые чукчи — морские охотники Крайнего Северо-Востока, оказавшиеся на оторванных льдинах и занесённые далеко на запад, к устью Колымы и даже Индигирки. В литературе встречаются определения «бродячего чукчи» как реликтового гоминида, снежного человека. Рассказы о диких людях наподобие сукиджэврэй чупчэ зафиксированы и у лесных юкагиров, называющих этих людей шегужуй шоромэ (буквально «убегающий человек»).